# Яворник, Антонина
Антонина Яворник (сербохорв. Antonija Javornik / Антонија Јаворник), в Сербии известная под именем Наталия Белаяц (сербохорв. Natalija Bjelajac / Наталија Бјелајац; 13 мая 1893, Марибор — 16 августа 1974, Белград) — сербская военнослужащая, наредник сербской армии в годы Балканских войн и Первой мировой войны, санитарка. Была ранена 12 раз, кавалер 12 наград за храбрость.

## Довоенная жизнь
Антонина Яворник родилась 13 мая 1893 года в Мариборе в Герцогстве Крайна, Австро-Венгрия (ныне Словения) в словенской семье. Воспитывалась под влиянием дяди Мартина Яворника, бывшего поручика австро-венгерской армии, служившего в Боснии. Недовольный состоянием армии и государства, он перебрался в Сербию через Дрину и вступил в сербскую армию. Рассказы дяди о Сербии и книги, которые он отправлял семье в Марибор, только подогревали желание Антонии последовать за дядей. После окончания восьмилетней школы и двух неудачных попыток переезда Антония всё же выбралась в Сербию, в Крагуевац. Её дядя уже служил капитаном сербской армии в 11-м пехотном полку имени Карагеоргия. Антоние Джурич писал в книге «Солунские женщины говорят», что Антония приехала 10 апреля 1912 года в Крагуевац.

## Балканские войны
После начала Первой Балканской войны 8 октября 1912 года Антония Яворник записалась добровольцем в сербскую армию, получив имя Наталия Белаяц. Она сделала это, заботясь об оставшейся в Мариборе семье, и стала санитаркой в полковой больнице 11-го пехотного полка имени Карагеоргия. В составе полка Наталия участвовала в боях против турецкой армии в Косово Поле, Куманово и Скопье, в боях за Призрен и города северной Албании: Лежа, Круя, Тирана, Дуррес и Шкодер. В книге «Речи Наталии Белаяц как свидетельницы освобождения Косова» она рассказывала следующее:

Не потрясли меня на этом пути раненые, хотя и были — кто-то из них остался на всю жизнь инвалидами. Не потрясли меня ни эти изнурительные марши, ни эти жертвы на полях сражений — с огневых позиций увозили раненых. Потресла меня сцена, которую я сама видела, когда больничная рота прибыла на Косово Поле. Солдаты легли на землю и целовали её. Они все обнимали друг друга, целовали и говорили, что больше пяти веков ждали этого момента — отомщённое Косово. Я поняла: с июня и Видовдана 1389 года до октября 1912 года из поколения в поколение жила идея исполнения этой мечты. В радости и печали говорилось о Косове, и вот солдаты дождались этого часа, чтобы изгнать турок и освободить Косово... Исполнили завет многих поколений...
Оригинальный текст (серб.)Нису ме, на овом путу, потресли рањеници, било их је - неки су остали доживотни инвалиди. Нису ме потресли ни они исцрпљујући маршеви, ни оно жртвовање на бојишту - да се с ватреног положаја извуче рањеник, потресла ме је сцена коју сам видела кад је болничка чета стигла на Косово Поље: војници полегли по земљи и љубе је... Онда се сви мећусобно грле и љубе и говоре како се више од пет векова чекало на овај тренутак, како је освећено Косово... Схватила сам: од јуна и Видовдана 1389. до октобра 1912. године с колена на колено се живело за остварење тог сна - у радости и жалости говорило се о Косову - и, ево, војници дочекали тај час да протерају Турке и ослободе Косово... Испунили завет многих генерација...

С 29 июня по 10 августа 1913 года Наталия участвовала во Второй Балканской войне, приняв первое боевое крещение на позициях у Дренака и высоты 550. Она получила медаль Милоша Обилича за храбрость.

## Первая мировая война
Первую мировую войну Наталия встретила в Шабаце в Церской битве, в которой погиб её дядя капитан Мартин Яворник. Наталия была награждена и второй медалью Милоша Обилича за храбрость. Далее она участвовала в обороне Белграда, была свидетелем отступления сербской армии через Черногорию и Албанию, видела множество раненых и умиравших солдат на островах Корфу и Видо. Затем она отправилась на Салоникский фронт, где участвовала в битве за Каймакчалан с 12 по 30 сентября 1916 года. После прорыва фронта и освобождения Битолы она была награждена орденом Звезды Карагеоргия с мечами.
Наталия Белаяц участвовала в дальнейшем в сражениях Первой мировой войны. Она была награждена Албанской памятной медалью, орденом Белого орла, медалью «За воинскую доблесть», медалью «За службу королевскому дому», французским орденом Почётного легиона (кавалер) и русским орденом Святого Георгия III степени.

## После войны
В 1928 году Наталия Белаяц (она же Антонина Яворник) встретилась с семьёй в Мариборе, а затем вернулась в Белград и осталась там жить обыденной жизнью. Она говорила:

Я могла как доброволец получить землю и взять кредит, чтобы построить дом, но ничем из этого не хотела пользоваться. Казалось мне это какими-то рыночными отношениями: я проливаю кровь за Родину, а меня родина награждает землёй, званием, домом, деньгами... Я никак не могла этого сделать. Я всё делала из любви к словенскому народу, чтобы сбросить иноземное иго и жить в согласии, любви и свободе в единой стране. Когда я сняла униформу, не носила награды больше на груди. Почему? Было, да прошло... Осела, жила скромно, уединённо. Единственное, о чём жалею, что не было у меня детей...
Оригинальный текст (серб.)Могла сам, као добровољац, да добијем земљу и кредит да изградим кућу – али ништа од тога нисам хтела да искористим. Личило ми је то на неки трговачки однос: ја отаџбини мало крви, а мени отаџбина – надокнађује земљом, положајем, кућом, новцем... Никако то нисам могла. Ја сам се из љубави тукла за словенске народе - да збаце туђински јарам и живе у слози, љубави и слободи у једној држави. Кад сам скинула униформу, нисам више ни одликовања стављала на груди. Чему? Било, па прошло... Запослила сам се, живела скромио, повучено... Једино ми жао што нисам имала деце...

В годы Второй мировой войны Наталия Белаяц была арестована гестаповцами и брошена в лагерь смерти Баница за сочувствие силам сопротивления. В послевоенные годы она почти ни с кем не общалась, её знали по прозвищу Нана. Она скончалась 16 августа 1974 года, в день 60-летия Церской битвы. Похоронена на кладбище в местечке Мали-Мокри-Луг (пригород Белграда), на могиле поставлен памятник с надписью «Наредник сербской армии Наталия Белаяц».